# Nokia 5220 XpressMusic
El Nokia 5220 XpressMusic es un teléfono de la empresa finlandesa Nokia, presentado en abril de 2008.
Funciona sobre S40 V5, el sistema operativo propio de la marca. Funciona en frecuencias GSM 850 - 900 - 1800 - 1900 (Dependiendo del modelo). Incorpora tecnología Bluetooth 2.0, modo de vuelo, cámara digital con resolución de 2.0 megapixeles, incorporada con zum digital de 4x. Posee la capacidad de reproducir música en formatos mp3, aac, wma y para videos reproduce mp4, wmv y 3gp. Tiene soporte para USB, con puerto Micro-USB y Nokia PC Suite. La pantalla es TFT QVGA en resolución de 240 x 320 píxeles, también es posible expandir la memoria interna de 30 MB, mediante una tarjeta de memoria MicroSD que proporciona almacenamiento de hasta un máximo de 8 GB (mediante actualizaciones de Firmware, aumenta a 16 GB, V.07 para archivos multimedia. Incluye un conector Nokia AV 3,5 mm (estándar) que permite conectar manos libres, equipos de sonido o auriculares. Además es considerado el hermano asimétrico del nokia 5130 y del 5310, pues usan software y hardware similar.

## Especificaciones técnicas
| Características       | Especificaciones |
| --------------------- | --- |
| Formato               | Barra |
| Plataforma (Software) | Nokia S40 v5 |
| Bandas                | GSM 850/1800/1900 (RM-410), GSM 900/1800/1900 (RM-411)                                                                           |
| Tamaño                | 108 x 43,5 x 10,5 |
| Peso                  | 78 g Con Batería |
| Pantalla              | Pantalla principal TFT QVGA de 240 x 320 pixeles y 265,000 colores                                                               |
| Multimedia            | MP3/MP4/eAAC+/WMA y AMR Teclas dedicadas para el reproductor de música                                                           |
| Memoria               | 30 MB interna, expandible hasta 16 GB con una tarjeta Micro SD                                                                   |
| Navegación            | WAP 2.0/xHTML, HTML, Opera Mini                                                                                                  |
| Otras Funciones       | SMS, MMS, Email, J2ME MIDP 2.1 Agenda telefónica con capacidad de 2000 contactos                                                 |
| Voz                   | Comandos de voz, grabadora de voz, altavoz integrado                                                                             |
| Contenido de la caja  | Nokia 5220, batería Nokia BL-5CT, manos libres HS48, tarjeta Micro SD de 1 GB (dependiendo de la región) y el cable de datos USB |